# エド・ヤーナル
ハーベイ・エドワード・ヤーナル（Harvey Edward "Ed" Yarnall , 1975年12月4日 - ）は、アメリカ合衆国ペンシルベニア州出身の元プロ野球選手（投手）。

## 来歴・人物
1996年のMLBドラフト3巡目でニューヨーク・メッツに入団。1999年7月15日、ニューヨーク・ヤンキースでメジャーデビュー。メジャー経験はヤンキース時代の2年間だけあったが、当時は先発ローテーション定着も期待されており、1999年オフの伊良部秀輝の放出にも影響した。
2001年4月2日にオリックス・ブルーウェーブへの入団が決まり、伸びのある速球で先発投手として期待された。9月11日のアメリカ同時多発テロ事件の翌日に初完投勝利を挙げるなどタフな面を見せ、同年は4勝を記録した。
翌2002年は前年の勝ち頭だった加藤伸一の移籍などもあり、チーム初の外国人開幕投手に選ばれた。金田政彦・具臺晟とともに左腕3本柱として活躍し、防御率3.61で個人投手成績10位に入ったものの、打線の援護がなく6勝に終わる。左肩の張りで9月20日に一軍登録を抹消されると、野手の補強を目指すチーム方針もあってそのまま退団となった。近鉄の梨田昌孝監督などが獲得に興味を示したが、2003年1月17日にオークランド・アスレチックスと年俸60万ドル+ボーナス最大33万5千ドルで契約を結んでいる。
2006年までマイナーリーグの3Aでプレーし、2007年にメキシカンリーグのラグナ・ユニオン・コットンファーマーズと米独立リーグ・アトランティックリーグのロングアイランド・ダックスでプレーしたのを最後に現役を引退している。

## 詳細情報

### 年度別投手成績
| 年 度    | 球 団      | 登 板 | 先 発 | 完 投 | 完 封 | 無 四 球 | 勝 利 | 敗 戦 | セ 丨 ブ | ホ 丨 ル ド | 勝 率 | 打 者 | 投 球 回 | 被 安 打 | 被 本 塁 打 | 与 四 球 | 敬 遠 | 与 死 球 | 奪 三 振 | 暴 投 | ボ 丨 ク | 失 点 | 自 責 点 | 防 御 率 | W H I P |
| -------- | ---------- | ----- | ----- | ----- | ----- | -------- | ----- | ----- | -------- | ----------- | ----- | ----- | -------- | -------- | ----------- | -------- | ----- | -------- | -------- | ----- | -------- | ----- | -------- | -------- | ------- |
| 1999     | NYY        | 5     | 2     | 0     | 0     | 0        | 1     | 0     | 0        | 0           | 1.000 | 77    | 17.0     | 17       | 1           | 10       | 0     | 0        | 13       | 0     | 0        | 8     | 7        | 3.71     | 1.59    |
| 2000     | NYY        | 2     | 1     | 0     | 0     | 0        | 0     | 0     | 0        | 0           | ----  | 16    | 3.0      | 5        | 1           | 3        | 0     | 1        | 1        | 0     | 0        | 5     | 5        | 15.00    | 2.67    |
| 2001     | オリックス | 15    | 14    | 1     | 0     | 1        | 4     | 3     | 0        | --          | .571  | 316   | 73.1     | 52       | 7           | 47       | 0     | 3        | 82       | 3     | 0        | 35    | 32       | 3.93     | 1.35    |
| 2002     | オリックス | 25    | 25    | 1     | 1     | 1        | 6     | 13    | 0        | --          | .316  | 695   | 164.1    | 149      | 13          | 62       | 3     | 10       | 120      | 4     | 2        | 70    | 66       | 3.61     | 1.28    |
| MLB：2年 | MLB：2年   | 7     | 3     | 0     | 0     | 0        | 1     | 0     | 0        | 0           | 1.000 | 93    | 20.0     | 22       | 2           | 13       | 0     | 1        | 14       | 0     | 0        | 13    | 12       | 5.40     | 1.75    |
| NPB：2年 | NPB：2年   | 40    | 39    | 2     | 1     | 2        | 10    | 16    | 0        | --          | .385  | 1011  | 237.2    | 201      | 20          | 109      | 3     | 13       | 202      | 7     | 2        | 105   | 98       | 3.71     | 1.30    |

### 記録
NPB
- 初登板・初先発：2001年4月16日、対大阪近鉄バファローズ4回戦（大阪ドーム）、2回2失点
- 初奪三振：同上、2回裏に的山哲也から
- 初勝利・初先発勝利：2001年6月27日、対福岡ダイエーホークス15回戦（北九州市民球場）、7回無失点
- 初完投勝利：2001年9月12日、対福岡ダイエーホークス25回戦（グリーンスタジアム神戸）、9回1失点
- 初完封勝利：2002年4月27日、対福岡ダイエーホークス5回戦（福岡ドーム）

### 背番号
- 52 （1999年）
- 41 （2000年）
- 29 （2001年 - 2002年）